# Lady Gaga Presents the Monster Ball Tour: At Madison Square Garden
Lady Gaga Presents the Monster Ball Tour: At Madison Square Garden —en español: Lady Gaga presenta The Monster Ball Tour: en el Madison Square Garden— es un concierto de la cantante estadounidense Lady Gaga grabado el 21 y 22 de febrero de 2011 que presenta su segunda gira mundial, The Monster Ball Tour. Fue filmado en el Madison Square Garden, Nueva York, Estados Unidos, y fue emitido por primera vez el 7 de mayo de 2011 por el canal HBO, un día después del último show de la gira. Fue lanzado en DVD y Blu-ray el 21 de noviembre de 2011.
Lady Gaga Presents the Monster Ball Tour: At Madison Square Garden contiene imágenes del concierto, así como contenido detrás de escena antes del espectáculo. El especial recibió revisiones positivas; los críticos elogiaron la interpretación de Gaga pero dudaron su sinceridad durante su divagación en el escenario y escenas anteriores al concierto. También notaron similitudes con el documental de Madonna de 1991 En la cama con Madonna. El especial fue nominado por cinco premios en los Premios Emmy 2011 ganando uno – Edición de imagen culminante por un especial (Solo o Multi-Cámara).

## Sinopsis del especial
El especial comienza con una introducción en blanco y negro que muestra a Lady Gaga comprando una taza de café en una tienda de conveniencia de Nueva York antes de ser escoltada por seguridad hacia un SUV negro, donde recuerda las numerosas ocasiones que había estado en el teatro para ver interpretar otros actos, y se da cuenta de que esta vez actuará ella. Después de haber sido escoltada al backstage, se quita el maquillaje y llora recordando la sensación de sentirse una "perdedora". Entonces canta las primeras líneas de «Marry the Night» mientras se prepara para salir al escenario. El blanco y negro ahora se convierte en una colorida vista del concierto (Filmado el 21 y 22 de febrero de 2011), aunque el color desaparece cada vez que se visualiza el backstage. El especial finaliza con otra escena en blanco y negro ya fuera del concierto donde Lady Gaga y sus coristas interpretan «Born This Way» a capela.

## Lanzamiento en DVD

### Lista de canciones
| N.º | Título                                                                    | Escritor(es)                                                           | Duración |  |
| 1.  | «Intro»                                                                   |                                                                        | 6:54     |  |
| 2.  | «Dance in the Dark»                                                       | Lady Gaga, Fernando Garibay                                            | 2:33     |  |
| 3.  | «Glitter and Grease»                                                      | Lady Gaga, Rob Fusari                                                  | 2:37     |  |
| 4.  | «Just Dance»                                                              | Lady Gaga, RedOne, Aliaune Thiam                                       | 4:22     |  |
| 5.  | «Beautiful, Dirty, Rich»                                                  | Lady Gaga, Fusari                                                      | 4:21     |  |
| 6.  | «The Fame/Puke (Interludio)»                                              | Lady Gaga, Martin Kierszenbaum                                         | 6:23     |  |
| 7.  | «LoveGame»                                                                | Lady Gaga, RedOne                                                      | 10:41    |  |
| 8.  | «Boys Boys Boys»                                                          | Lady Gaga, RedOne                                                      | 3:18     |  |
| 9.  | «Money Honey»                                                             | Lady Gaga, RedOne, Bilal Hajji                                         | 3:16     |  |
| 10. | «Telephone»                                                               | Lady Gaga, Rodney Jerkins, LaShawn Daniels, Lazonate Franklin, Beyoncé | 6:34     |  |
| 11. | «Speechless»                                                              | Lady Gaga                                                              | 6:16     |  |
| 12. | «You and I»                                                               | Lady Gaga                                                              | 9:24     |  |
| 13. | «Twister (Interludio)/So Happy I Could Die/Put Your Paws Up (Interludio)» | Lady Gaga, RedOne, Space Cowboy                                        | 8:04     |  |
| 14. | «Monster»                                                                 | RedOne, Lady Gaga, Space Cowboy                                        | 6:37     |  |
| 15. | «Teeth»                                                                   | Lady Gaga, Taja Riley                                                  | 9:42     |  |
| 16. | «Alejandro»                                                               | RedOne, Lady Gaga                                                      | 5:25     |  |
| 17. | «Manifesto(Interludio)/Poker Face»                                        | Lady Gaga, RedOne                                                      | 6:07     |  |
| 18. | «Paparazzi/Apocalypsis (Interludio)»                                      | Lady Gaga, Fusari                                                      | 8:49     |  |
| 19. | «Drums (Interludio)/Bad Romance»                                          | RedOne, Lady Gaga                                                      | 7:43     |  |
| 20. | «Born This Way»                                                           | Lady Gaga, Jeppe Laursen                                               | 9:00     |  |

Material extra
- "Born This Way" (en cappella) – 3:16
- "Tras bambalinas del Monster Ball" – 12:50
- Galería de imágenes

### Posicionamiento en listas
| Chart (2011)                       | Peak position |
| ---------------------------------- | ------------- |
| Australian Music DVD Chart         | 2             |
| Austrian Music DVD Top 10          | 5             |
| Belgian Music DVD Chart (Flanders) | 3             |
| Belgian Music DVD Chart (Wallonia) | 2             |
| Czech Music DVD Chart              | 9             |
| Danish Music DVD Top 10            | 7             |
| Dutch Music DVD Top 10             | 3             |
| French Music DVD Chart             | 1             |
| Finnish Music DVD Chart            | 4             |
| German Music DVD Chart             | 6             |

| Chart (2011)                  | Peak position |
| ----------------------------- | ------------- |
| Hungarian Music DVD Chart     | 3             |
| Irish Music DVD Chart         | 6             |
| Italian Music DVD Chart       | 1             |
| Japanese Oricon DVD Chart     | 3             |
| Spanish DVD Chart             | 6             |
| Swedish Music Video Chart     | 6             |
| Swiss Music Video Chart       | 2             |
| UK Music Video Chart          | 4             |
| US Billboard Top Music Videos | 1             |